# Pianavia
Pianavia è una frazione di 36 abitanti del comune di Vasia, in provincia di Imperia. Fino al 1928 fu comune autonomo.

## Storia
Il toponimo della frazione deriverebbe dalla sua posizione geografica, lungo la strada pianeggiante ("plana via") che da Vasia conduce alla frazione di Pantasina.
Così come l'odierno capoluogo di Vasia, di Prelà e i vari insediamenti della valle del torrente Prino, anche la comunità di Pianavia fece parte della castellania di Pietralata Superiore a partire dal medioevo. Già alle dipendenze dei marchesi di Clavesana passò quindi tra i possedimenti dei conti di Ventimiglia (1233) e, per discendenza, dei Lascaris di Ventimiglia.
Nel 1575 questa parte del territorio rientrò tra i domini del Ducato di Savoia che, dal 1723 e fino alla fine del XVIII secolo, assoggettò l'area nella provincia di Oneglia del Regno di Sardegna.
Con la dominazione napoleonica di inizio Ottocento la costituita municipalità di Pianavia venne compresa dal 1801 tra i confini della Repubblica Ligure inserendosi nel cantone degli Ulivi della giurisdizione degli Ulivi (capoluogo Oneglia e Porto Maurizio come capo cantone). Dal 1805 al 1814 con il Primo Impero francese i nuclei di Vasia, Pantasina e Pianavia andarono a costituire un'unica municipalità sotto il cantone di Oneglia del Dipartimento di Montenotte. Alla caduta di Napoleone, il congresso di Vienna del 1814 stabilì l'annessione nel Regno di Sardegna che inquadrò questa parte del territorio nella provincia di Oneglia; nel 1818 è sottoposta al mandamento di Prelà, provincia di Oneglia, divisione di Nizza. Con il passaggio nel successivo Regno d'Italia, dal 1859 al 1926 il territorio fu compreso nel III mandamento di Dolcedo del circondario di Porto Maurizio facente parte della provincia di Nizza (poi provincia di Porto Maurizio e, dal 1923, di Imperia).
Nel 1928 il comune di Pianavia venne soppresso e unito, come frazione, al comune di Vasia.

## Monumenti e luoghi d'interesse

### Architetture religiose
- Chiesa parrocchiale dell'Annunziata, con quadro dell'Annunciazione di Calzia.

## Economia
L'economia del paese è legata principalmente all'agricoltura, specialmente all'olivicoltura.

## Infrastrutture e trasporti

### Strade
Pianavia è situata lungo la strada provinciale 40, proveniente da Imperia e dal capoluogo Vasia e avente termine al comune di Prelà.